# バレウスカ・オリベイラ

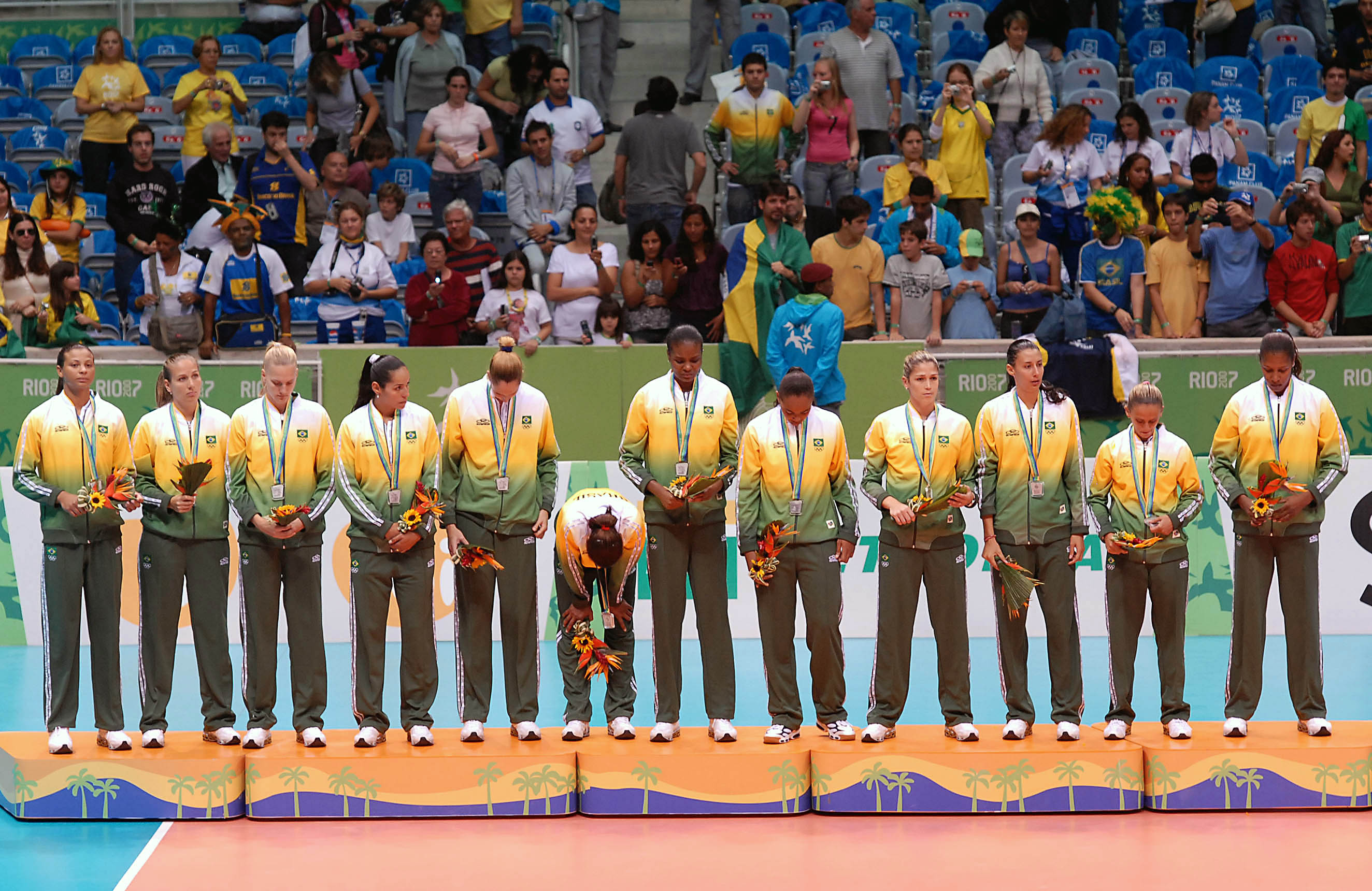
バレウスカ・モレイラ・デ・オリベイラ

バレウスカ・モレイラ・デ・オリベイラ（Walewska Moreira de Oliveira , 1979年10月1日 - 2023年9月21日）は、ブラジルの女子バレーボール選手。ベロオリゾンテ出身。ポジションはミドルブロッカー。ブラジル代表。

## 来歴
1999年にブラジル代表入りし、2000年シドニーオリンピックで銅メダル、2008年北京オリンピックで金メダルを獲得した。
2023年9月21日の夜、サンパウロのビルの17階から転落し死去。43歳没。遺書が残されており、自殺と見られている。

## 球歴
- オリンピック - 2000年（銅メダル）、2008年（金メダル）
- 世界選手権 - 2006年（銀メダル）
- ワールドカップ - 1999年（銅メダル）、2003年（銀メダル）、2007年（銀メダル）
- ワールドグランプリ - 2004年（優勝）、2006年（優勝）、2008年（優勝）
- ワールドグランドチャンピオンズカップ - 2013年（優勝）

## 所属クラブ
- レクソーナ・アデス （1999-2002年）
- Acucar Uniao Sao Caetano （2003-2004年）
- シリオ・ペルージャ （2004-2007年）
- ムルシア （2007-2008年）
- ザレチエ・オジンツォボ （2008-2011年 ）
- バレー・フトゥーロ （2011-2012年）
- Campinas（2012-2014年）
- Minas（2014-2015年）
- プライア・クルーベ（2015-2018年）
- オザスコ（2018-2019年）
- プライア・クルーベ（2019-2022年）